# Rex-Acme

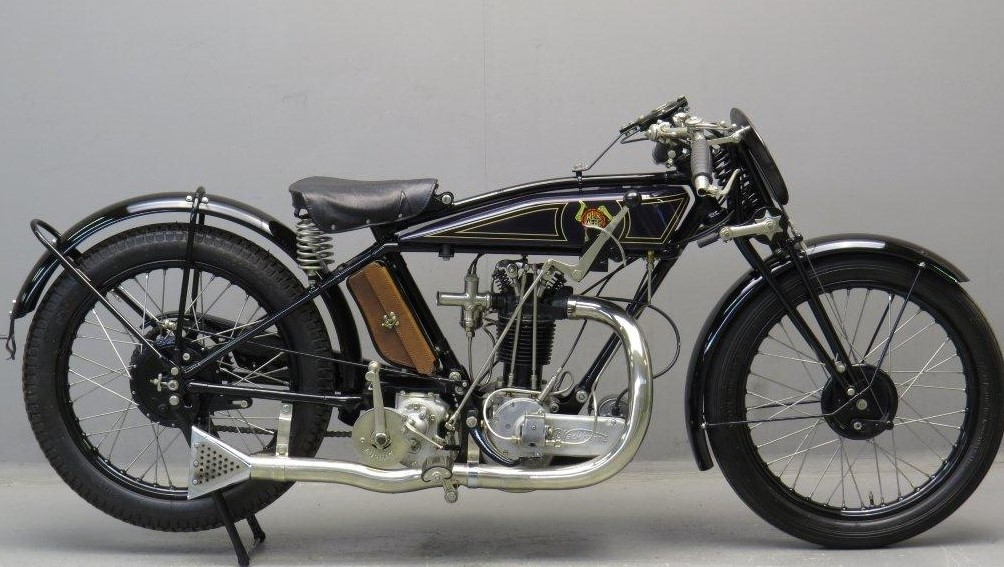
Rex-Acme mit Blackburne-Motor aus dem Jahr 1926

Rex-Acme, war ein britischer Motorradhersteller, der von 1922 bis 1933 in Birmingham und Coventry ansässig war.

## Geschichte
Das ursprüngliche Unternehmen Rex Motorcycles wurde 1899 von den Brüdern William und Harold Williamson in Birmingham gegründet. 1902 schloss es sich mit dem Fahrradhersteller Allard & Co zusammen, die Firma blieb aber Rex. 1904 begann der Bau von Motorrädern. Die Gründer mussten 1911 das Unternehmen verlassen. 1919 wurde der Motorradhersteller Acme in Coventry übernommen und 1922 wurden beide Unternehmen zur Rex-Acme verschmolzen. Der neue Sitz war Coventry. Wal Handley fuhr mit Rex-Acme-Motorrädern Rennen und machte sie bekannt. Er wurde sogar Direktor der Gesellschaft, verließ sie aber 1928, um mit anderen Motorrädern Rennen zu fahren. Handley fuhr Motorräder mit 173-cm³-Blackburne-Einzylindermotor und 1926 mit V2-Motoren mit 498 cm³ Hubraum. Danach verlor die Marke an Bedeutung und 1932 wurde Rex-Acme von dem Beiwagenhersteller Mills-Fullford übernommen, der 1933 die Produktion der Rex-Acme-Motorräder einstellte.
Weitere Rennfahrer auf Rex-Acme waren Henry Tyrell-Smith, Arthur Taylor, Charles Needham, Hans Hasenauer, Felice Bonetto, Karl Machu und Otto Cecconi.

## Technik
Ab der Fusion 1922 hatten die Motorräder Hubräume von 173 bis 746 cm³. Es gab seiten- und obengesteuerte Einbaumotoren von Blackburne, seitengesteuerte J.A.P.-Motoren und sogar einen Schiebermotor mit 348 cm³ Hubraum von Barr & Stroud. 1928 kam ein Modell mit obengesteuertem MAG-Motor mit 346 cm³ Hubraum hinzu.
Die Modellpalette 1929 bestand aus 346-cm³-ohv-Modellen (beide von J.A.P., eines mit 74 mm Bohrung und 80 mm Hub und das andere mit 70 mm Bohrung und 90 mm Hub, auch verfügbar als Doppelportmotoren), einem 746-cm³-V2-Motor von J.A.P., zwei seitengesteuerten 496-cm³-Einzylindermodellen von J.A.P. oder Blackburne, zwei seitengesteuerten 300-cm³-Einzylindermodellen mit billigeren Rahmen und Motoren von J.A.P. oder Blackburne, zwei gleichartigen Modellen mit 346 cm³ Hubraum, der Speed King mit obengesteuerten 346-cm³-Blackburne-Motoren in zwei Versionen und auch zwei Versionen mit 496-cm³-Blackburne-Einzylindermotoren. Außerdem gab es ein Supersportmodell mit 172-cm³-Villiers-Zweitaktmotor.
Danach baute Rex-Acme auch MAG- und Sturmey-Archer-Motoren ein.